# Petr Vlček (fotbalista)
Petr Vlček (* 18. října 1973) je bývalý český fotbalový obránce.
Nyní spolupracuje se softbalovým klubem Slavia VŠ Plzeň Plzeň, kde trénuje žáky a kadety.

## Klubová kariéra
Začínal v TJ Mariánské Lázně. S ligovým fotbalem začal v dresu FC Viktoria Plzeň, za kterou nastoupil v 85 zápasech a vsítil 8 branek. Poté oblékal dres pražské Slavie. V dresu Slavie Praha odehrál 82 zápasů a dal 6 branek. Po Euru 2000 přestoupil do belgického Standard Liège, zde se však neprosadil a odehrál jen 11 utkání. Proto přestoupil v roce 2001 do řeckého Panionios GSS, tady strávil 4 sezóny, ve kterých nastoupil v 81 zápasech a dal 9 branek. Následně ještě krátce působil v kyperském Ethnikos Achnas, kde odehrál 13 zápasů a vrátil se domů do Plzně. Zde stihl odehrát ještě 10 utkání a zakončil svou ligovou kariéru.

## Reprezentace
V reprezentaci odehrál celkem 18 utkání (9 výher, 4 remízy, 5 proher), gólově se neprosadil. Byl nominován na Mistrovství Evropy ve fotbale 2000, ale nenastoupil do žádného ze tří utkání, které český tým na šampionátu odehrál (postupně prohra 0:1 s Nizozemím, prohra 1:2 s Francií a výhra 2:0 s Dánskem).
| Rok    | Zápasy | Góly |
| ------ | ------ | ---- |
| 1997   | 8      | 0    |
| 1998   | 3      | 0    |
| 1999   | 2      | 0    |
| 2000   | 5      | 0    |
| Celkem | 18     | 0    |